# Tegra 3
NVIDIA Tegra 3 (кодовое название — NVIDIA Kal-El) — пятое поколение системы на кристалле семейства NVIDIA Tegra, разработанного американской компанией NVIDIA для коммуникаторов, планшетов и смартбуков. Чип включает в себя четырёхъядерный процессор ARM Cortex-A9 MPCore с максимальной частотой 1.6 ГГц, пятое ядро-компаньон с максимальной частотой 500 МГц, двенадцатиядерный видеоускоритель NVIDIA GeForce ULP с поддержкой 3D-Стерео изображения, а также контроллер памяти. Согласно заявлениям NVIDIA, основанным на тестах GLBenchmark 2.0 Egypt, видеочип Tegra 3 в три раза быстрее чипа, интегрированного в Tegra 2. Анонс системы на кристалле состоялся в феврале 2011 года на выставке Mobile World Congress. Первым устройством на Tegra 3 стал планшет Asus Eee Pad Transformer Prime, представленный 9 ноября 2011 года.

## Спецификации

### Система на кристалле Tegra 3
Процессор:
- Четырёхъядерный ARM Cortex-A9 MPCore, с пятым ядром-компаньоном, технология 4-PLUS-1™
- Количество ядер/потоков 4/4
- Архитектура: ARMv7-A
- Максимальная частота при разгоне достигает 1.9 ГГц
- Тактовая частота — одно основное ядро до 1,7 ГГц /четыре основных ядра до 1,6 ГГц / ядро-компаньон до 500 МГц
- Кеш L2: 1 MБ
- Кеш L1(I/D): (32KB / 32KB) на ядро

ОЗУ:
- Частота: DDR3-L 1500, LPDDR2-1066
- Объём: До 2 ГБ

Графический процессор:
- ULP GeForce
- Частота графического ядра 520 МГц
- Рост производительности до трёх раз по сравнению с Tegra 2
- Ядра: 12
- Поддержка 3D Stereo
- Полностью программируемый
- Версия OpenGL ES: 2.0
- OpenVG: 1.1
- EGL: 1.4

Поддержка видео 1080p:
- Декодирование: H.263, H.264 (HP @ 40Мбит/с), VC-1 AP, MPEG2, MPEG-4, DivX 4/5, XviD HT, Theora, WMV, Sorenson Spark, Real Video, VP6 VP8
- Кодирование: H.263, H.264, MPEG4, VP8
- Видеотелеконференция (VTC): H.263, H.264, MPEG4, VP8

Поддержка аудио:
- Декодирование AAC-LC, AAC+, eAAC+, MP3(VBR), WAV/PCM, AMR-NB, AMR-WB, BSAC, MPEG-2 Audio, Vorbis, WMA 9, WMA Lossless, WMA Pro.
- (сторонними реализациями): G.729a, G.711, QCELP , EVRC

Камера
- Основная камера: до 32 мегапикселей
- Вторая камера: до 5 мегапикселей
- Скорость обработки: до 300 мегапикселей в секунду
- Кодирование/Декодирование JPEG: до 80 мегапикселей в секунду
- Функции: автоэкспозиция, автоматический баланс белого, автофокус, затемнение линз 9-го порядка, De-Mosaic, повышение чёткости, программируемое шумоподавление, стабилизация видео, стабилизация изображения
- MIPI CSI: есть

Дисплей
- Контроллеры дисплея: до двух одновременно
- HDMI: 1.4a (до 1920x1080)
- LCD: до 2048x1536
- CRT: до 1920x1200
- MIPI DSI: есть

Сборка
- Компоновка: 14x14 BGA, 24.5x24.5 BGA
- Техпроцесс: 40 нм

## Устройства на NVIDIA Tegra 3
До 1,2 ГГц
- ASUS MeMO Pad Smart
- Acer Iconia Tab A210
- Acer Iconia Tab A211
- ASUS Transformer Pad
- IdeaTab A2109
- Microsoft Surface

До 1,3 ГГц
- Asus Google Nexus 7
- Acer Iconia Tab A110
- Acer Iconia Tab A510
- Asus Vivo Tab RT
- Fuhu Nabi 2
- Lenovo Ideapad Yoga 11
- Sony Xperia Tablet S
- Toshiba AT270 Excite 7.7
- Toshiba AT300 Excite 10
- Toshiba AT300SE Excite 10
- Toshiba Excite 13
- WEXLER.TAB 7t
- ZTE Era
- ZTE T98
- Oysters T37

До 1,4 ГГц
- 3Q TS1010C
- Asus Eee Pad Transformer Prime
- Acer Iconia Tab A700
- Acer Iconia Tab A701
- Fujitsu STYLISTIC M532 (Pegatron Chagall)
- Goophone I5
- KungFu K3
- Lenovo IdeaPad Yoga 11
- Olivetti Olipad 3
- Sony Xperia Tablet S
- Pegatron Chagall
- DNS AirTab P110W

До 1,5 ГГц
- HTC One X
- LG Optimus 4X HD
- Fujitsu Arrows X F-10D
- Tesla Model S (бортовой компьютер)
- ZTE PF 100
- ZTE Grand Era
- Oysters Pacific 800

До 1,6 ГГц
- Asus Transformer Pad Infinity

До 1,7 ГГц
- HTC One X+
- Boxer8 Ouya
- Fujitsu STYLISTIC M702
- DNS AirTab P970W